# Janez Gradišnik
Janez Gradišnik (Stražišče, 22 de setembre de 1917 - Ljubljana, 5 de març de 2009) fou un escriptor i traductor eslovè, guanyador el 2008 del premi Prešeren. Traduí una gran quantitat de clàssics a l'eslovè, entre ells a premis Nobel com Ernest Hemingway, André Malraux, Thomas Mann, Rudyard Kipling, Hermann Hesse i Albert Camus, i a altres clàssics contemporanis com James Joyce, Franz Kafka o Mikhaïl Bulgàkov.